# Wellington Phoenix FC
A Wellington Phoenix FC egy 2007-ben alapított új-zélandi labdarúgócsapat, melynek székhelye Wellington városában található és Ausztrália legmagasabb osztályában az A-League-ben szerepel. A klub elődje a New Zealand Knights FC. Hazai mérkőzéseit a Westpac Stadiumban játssza, amely 34 500 fő befogadására képes.

## Jelenlegi keret
2014. április 22.
| #  |     | Poszt | Név                 |
| -- | --- | ----- | ------------------- |
| 1  | NZL | K     | Glen Moss           |
| 2  | MLT | V     | Manny Muscat        |
| 3  | AUS | V     | Reece Caira         |
| 5  | NZL | V     | Michael Boxall      |
| 6  | AUS | V     | Josh Brindell-South |
| 7  | CRC | CS    | Kenny Cunningham    |
| 8  | ESP | KP    | Alex Rodriguez      |
| 9  | AUS | KP    | Nathan Burns        |
| 11 | NZL | CS    | Jeremy Brockie      |
| 13 | ESP | KP    | Albert Riera        |

| #  |                 | Poszt | Név                                    |
| -- | --------------- | ----- | -------------------------------------- |
| 14 | NZL             | KP    | Alex Rufer                             |
| 15 | NZL             | KP    | Jason Hicks                            |
| 16 | NZL             | V     | Louis Fenton                           |
| 17 | AUS             | KP    | Vince Lia                              |
| 18 | NZL             | V     | Ben Sigmund (csapatkapitány-helyettes) |
| 20 | AUS             | K     | Lewis Italiano                         |
| 21 | Fidzsi-szigetek | CS    | Roy Krishna                            |
| 22 | NZL             | V     | Andrew Durante (csapatkapitány)        |
| 23 | NZL             | KP    | Matthew Ridenton                       |
| —  | CUR             | KP    | Roly Bonevacia                         |

## Csapatkapitányok
| Név            | Évek    |
| -------------- | ------- |
| Ross Aloisi    | 2007–08 |
| Andrew Durante | 2008–   |

## Menedzserek
| Évek      | Név                           |
| --------- | ----------------------------- |
| 2007–2013 | Ricki Herbert                 |
| 2013      | → Chris Greenacre (Megbízott) |
| 2013–     | Ernie Merrick                 |